# Intérieur (Maeterlinck)

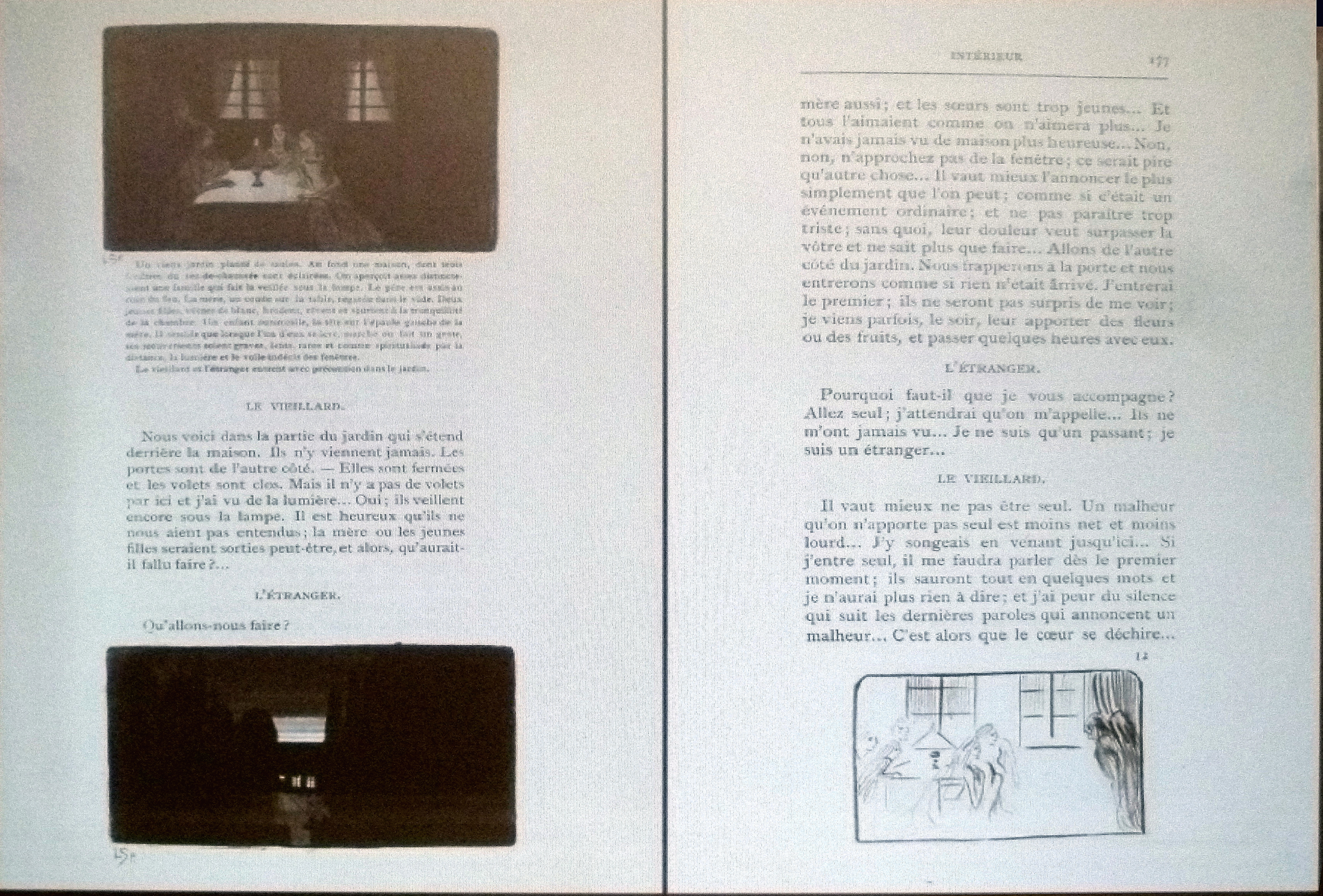
Textausgabe 1903

Intérieur ist ein Drama für Marionettentheater von Maurice Maeterlinck. Es wurde 1895 in Paris uraufgeführt.

## Geschichte
Der belgische symbolistische Dichter Maurice Maeterlinck beschäftigte sich in den 1890er Jahren intensiv mit den Themen des Todes und dem Ausgeliefertsein des Menschen an die Geschehnisse des Lebens. Er verfasste in dieser Zeit insgesamt fünf Dramen, die sich mit diesen Inhalten auseinandersetzten (L’intruse/Der Ungebetene, Les Aveugles/Die Blinden und Les Sept Princesses/Die sieben Prinzessinnen als Todestrilogie, sowie Der Tod des Tintagiles).

## Inhalt
Ein Alter und ein Fremder stehen vor einem Haus und sehen eine Familie mit Vater, Mutter, zwei Schwestern und einem Kind friedlich den Abend in ihrer Wohnstube verbringen. Sie müssen ihnen mitteilen, dass eine weitere Tochter vor kurzem im See ertrunken ist. Die beiden sind unschlüssig, ob und wie sie dieses Familienglück zerstören sollen. Am liebsten würden sie es verschieben, aber der Zug des Dorfes mit dem toten Mädchen nähert sich unaufhaltsam dem Haus. 
Schließlich geht der Alte in das Haus und teilt die Nachricht der Familie mit.

## Rezeption
Aufführungen
Die Uraufführung fand am 15. März 1895 im Théâtre de l’Œvre in Paris statt.
1899 gab es eine deutsche Aufführung durch Martin Zickel in der Urania in Berlin, sein Ensemble führte das Drama auch 1900 in seiner neuen Secessionsbühne auf.
Im Februar 1899 gab es eine Inszenierung im Stadttheater in Krakau mit dem Titel Wnętrze.
2019 wurde die Operntrilogie Le silence des ombres von Benjamin Attahir uraufgeführt, die auch eine Vertonung von Intérieur enthält.

## Textausgaben
- Der Tod des Tintagiles.  Daheim. Zwei kleine Dramen für Puppenspiel. Autorisierte deutsche Übersetzung von George Stockhausen. F. Schneider & Co., Berlin 1899. S. 61ff. Digitalisat